# Епархия Униан-да-Витории
Епархия Униан-да-Витории (лат. Dioecesis Unionensis a Victoria) — епархия Римско-Католической церкви с центром в городе Униан-да-Витория, Бразилия. Епархия Униан-да-Витории входит в митрополию Куритибы. Кафедральным собором епархии Униан-да-Витории является церковь Святейшего Сердца Иисуса.  

## История
3 декабря 1976 года Римский папа Павел VI издал буллу «Qui divino», которой учредил епархию Униан-да-Витории, выделив её из aрхиепархии Куритибы и епархий Гуарапуавы и Понта-Гросы.

## Ординарии епархии
- епископ Walter Michael Ebejer, O.P. (3.12.1976 — 3.01.2007)
- епископ João Bosco Barbosa de Sousa (3.01.2007 — 16.04.2014), назначен епископом Озаску
  - Sede Vacante

## Источник
- Annuario Pontificio, Ватикан, 2007